# Жан Ле Лабурер
Жан Ле Лабурер сір де Блеранваль (фр. Jean Le Laboureur, 1623—1675) — відомий французький культурний і релігійний діяч. Щирий католик, належав до священицького сану й обіймав місце особистого духівника короля Людовика XIV.
Автор праці: «Повідомлення про подорож королеви Польщі та про повернення мадам де Гебріан, дружини маршала, жінки, що виконувала повноваження надзвичайного посла та супроводжувала королеву», виданої  в Парижі в 1647 р.  і здобув великий успіх, оскільки з'явився напередодні Хмельниччини й був дуже актуальним.
Слід зазначити, що ця книга, створена молодим автором (під час виходу книги йому було лише 24 роки), містить таку докладну й деталізовану інформацію про володіння польських королів, яка дозволяє визнати її своєрідною енциклопедією тогочасної Речі Посполитої.

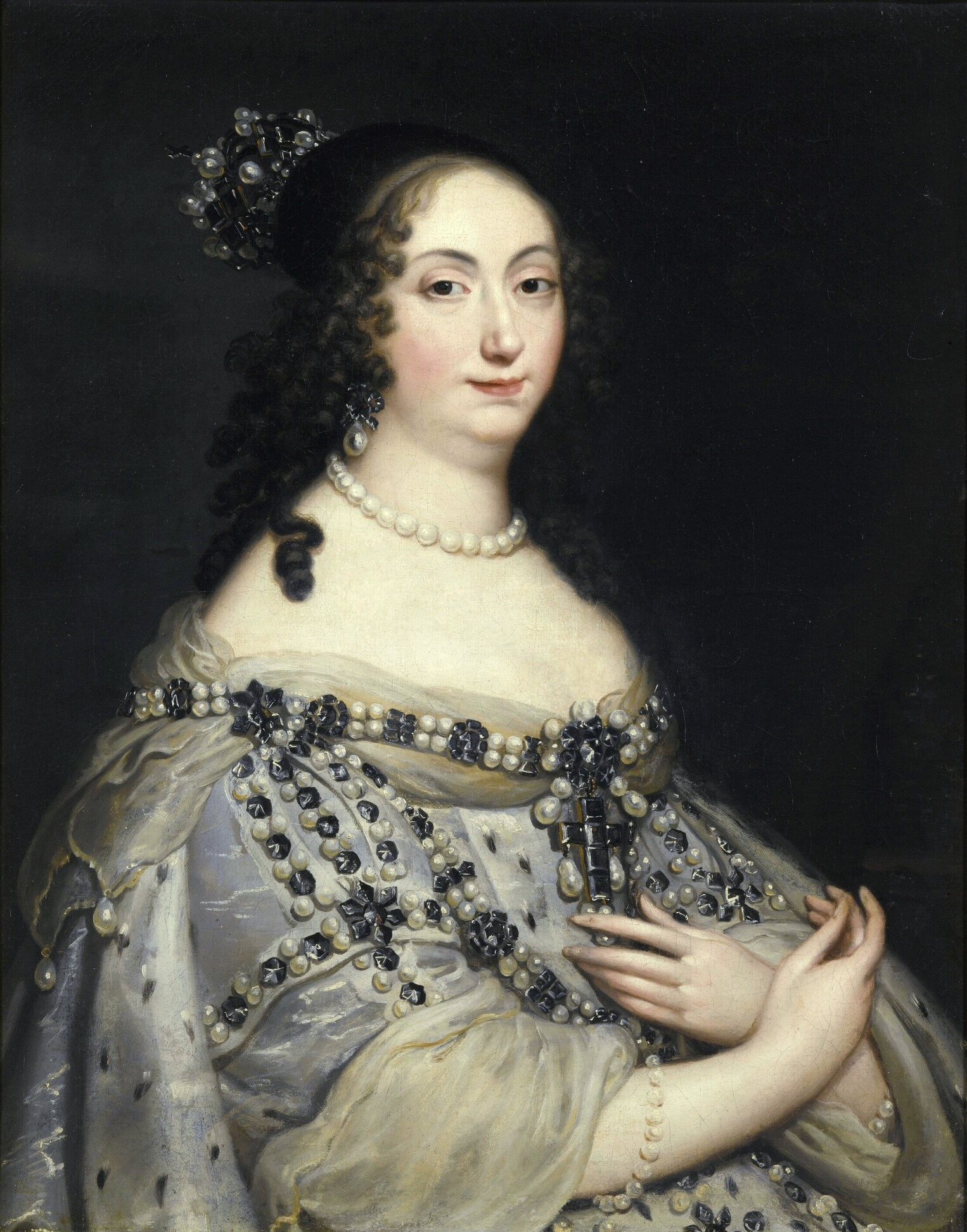
Марія Луїза Ґонзаґа

Сам твір складається з трьох частин, і по суті є докладною реляцією про відправлення французького посольства до Польщі для супроводу Марії де Гонзаги, яка стала нареченою Владислава IV. Друга частина є детальним описом історії та географії Речі Посполитої. Велику увагу автор приділив опису земель і населення України, яку, відповідно до усталеної традиції, він називає Руссю, визнаючи її однією з найважливіших провінцій польської корони. Географічна локалізація Русі для Лабурера викликала певні труднощі, зважаючи на розмитість уявлення про цю територію в тогочасній літературі та картографії. Намагаючись пояснити, які саме землі він розуміє під цим поняттям, автор зазначає на початку глави: «Про Русь».
Ось як автор  говорить про  тогочасну Русь: «Я розумію тут під словом „Русь“ країну, яка власне зветься Роксоланією і є лише маленькою часткою тієї великої країни Русь, що складає головну частину держави великого князя московського, який визначає себе, зазвичай, великим володарем русинів, а інколи імператором та володарем всієї Рус…»
Сам Лабурер знав про ці землі лише з інших слів, що невигідно відрізняє його від Боплана, який довгий час прожив в Україні та знав про неї не з чуток. Проте Лабурер сумлінно ознайомився з найновішими свідченнями про описувані ним землі й старанно занотував інформацію, отриману ним під час безпосереднього перебування в Польщі.
Сприймаючи на  погляди польських і західноєвропейських хроністів, Лабурер розглядає Русь як бунтівну та норовливу провінцію Польщі, яка завжди була її васальною державою, хоча час від часу відпадала від впливу своєї метрополії.
Важливо зазначити, що тональність цих нарисів не є вже такою зневажливо-недбалою щодо Русі, як це можна було бачити в працях багатьох французьких авторів за півстоліття до цього. Лабурер намагається дотримуватися об'єктивних нейтральних позицій стосовно взаємин двох держав, уникаючи возвеличення однієї сторони коштом приниження іншої. Хоча, ознайомлений здебільшого з матеріалами польських хроністів, він залежав від їхніх історичних концепцій. До цього треба додати що, бувши католиком, він, як правило, поділяв позиції єдиновірців. 

Події на Русі XIV-XVI ст., викладені в творі Лабурера, є фрагментарними. Він згадує лише про постійні напади татар та підкорення руських земель польськими королями й великими князями литовськими. Багато уваги Лабурер відводить питанням релігії. Автор відзначає, що русини «дотримуються грецької віри» тож, хоч вони і є християнами, їхню релігію Лабурер визнає неістинною, хибною:
«Християнська релігія сюди була принесена греками, разом з тією оманою, яку продовжують ще сповідувати більшість міст та приватних осель». 
Упродовж всього викладу подій Лабурер неодноразово наголошує на важливій цивілізаторській ролі Ватикану на землях Русі. Це, зокрема, стосується відзначення важливості серед православних культу святого папи Григорія І Двоєслов, щодо якого історик наводить слов'янське найменування «Беседник» (Byessednic), коронації Данила Галицького папою римським, навернення населення Русі до католицтва польськими королями, визнання православними ієрархами верховенства апостольського престолу на Флорентійському соборі в 1439 р. Останній тріумф католицької віри Лабурер вбачає у Берестейській унії, хоча й відзначає, що перемога «істинної» релігії є неповною через несприйняття її більшістю населення Русі.

Головною силою, що чинить найбільший опір покатоличенню Русі, автор небезпідставно вважає козацтво, походження якого виводить від магометанських народів, очевидно, татар. Дана теорія походження козаків була доволі популярною у французьких істориків того періоду. 
«Що стосується козаків (Cozaques), народу, який проживає вздовж Бористену чи Дніпра і є підвладним королю Польщі, буде досить правильно вважати їх за одну з орд татар перекопських (une de ces hordes Tartaresques des Precopites) або інших, що осіла тут під час їхніх набігів на Русь чи Польщу, оскільки вони ведуть життя кочовиків, волоцюг і розбійників і це довершує їх подібність»
Саме козаки у Лабурера є головними героями подій на Русі, починаючи з XVI ст. Значення їх у тогочасній Європі відкривається вже з перших рядків присвяченої їм у книзі окремої глави «Про козаків запорозьких»: 
«Весь світ знає їхнє ім'я, проте мало хто відає про їх походження». Французький історик спростовує поширену на заході думку, «що це якийсь народ».
Йдучи за словами Пясецького, Лабурер визначає їхню сутність наступним чином: 
«Це розбійники без закону та військової організації, які скупчилися на кордонах Русі, щоб робити набіги на турецькі краї через Чорне море».
Автор по праву визнає козаків однією з найголовніших збройних сил Речі Посполитої, відмічаючи активну участь цих степових воїнів у всіх війнах Речі Посполитої з кінця XVI ст. Він зазначає, що козаки успішно воювали на боці польського короля під час походів на Москву на початку XVII ст., коли під владу Речі Посполитої нарешті було повернуто землі Чернігово-Сіверщини, відзначилися у битвах з турками та татарами, а також у Смоленській війні.

Щире співчуття проявляє Лабурер до козаків, описуючи дискримінаційне ставлення до них з боку польської адміністрації:
«Року 1632-го вони просили у З'єднаних держав (мається на увазі Річ Посполита Корони Польської та Великого князівства Литовського — Є. Л.) дати їм право голосу при виборах короля, в чому їм брутально відмовили, оскільки вони не належать до шляхетного стану (dont ils furent rebutez comme ignobles), хоча ці солдати явно потребують такої речі. Все тут створено для блага шляхти (en faveur des Nobles), яка, полишаючи військову службу, отримує чини та посади в своєму воєводстві (son Palatinat). Козаки ж просять лише захисту прав грецької релігії, яку дехто з них сповідує (la Religion Grecque que quelques-uns d'entr'eux suivoient), а їм тільки відповідають, що врахують це за умов вірної служби»
Висновок, зроблений Лабурером у виданні 1647 р., здавався тоді досить логічним, зважаючи на катастрофічні наслідки польських репресій стосовно козацтва, хоча подальший хід подій повністю довів його неправомірність і передчасність: 
«Отже, ця сила, яка створила таку велику славу королівству, яка нічого йому не коштувала та яка його захищала від нападів татар, тепер майже знищена».
Загалом, характеризуючи історичні свідчення Лабурера про терени України, треба визнати їх досить велику точність, хоча, присутні уривчастість, стислість і непослідовність, особливо стосовно давньоруського періоду. Звичайно, автор не зміг уникнути окремих похибок і помилок у викладі подій минулого, але ці хиби є нечисленними та несуттєвими. Важливе значення має те, що Лабурер одним з перших розпочав у Франції історичне дослідження українського козацтва й зробив доступними для широкого загалу правдиві свідчення про нього та країну, яку воно населяло.